# Villa romana di Avezzano
La villa romana di Avezzano è un sito archeologico in cui sono conservati i resti di una villa rustica di epoca romana. Situata nel territorio della contemporanea città di Avezzano, in località Macerine, lungo l'originario tracciato della via Tiburtina Valeria affiancato dalla moderna strada statale 5 Via Tiburtina Valeria è tornata alla luce a cominciare dal 2005 in seguito ai lavori per la realizzazione di un centro commerciale.

## Storia

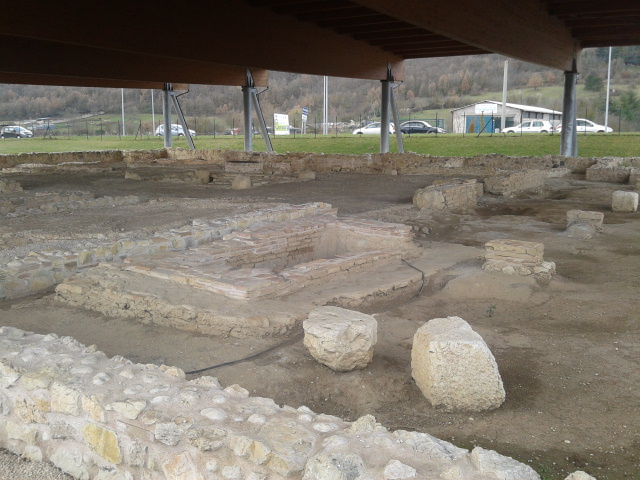
La villa romana e la copertura in legno lamellare

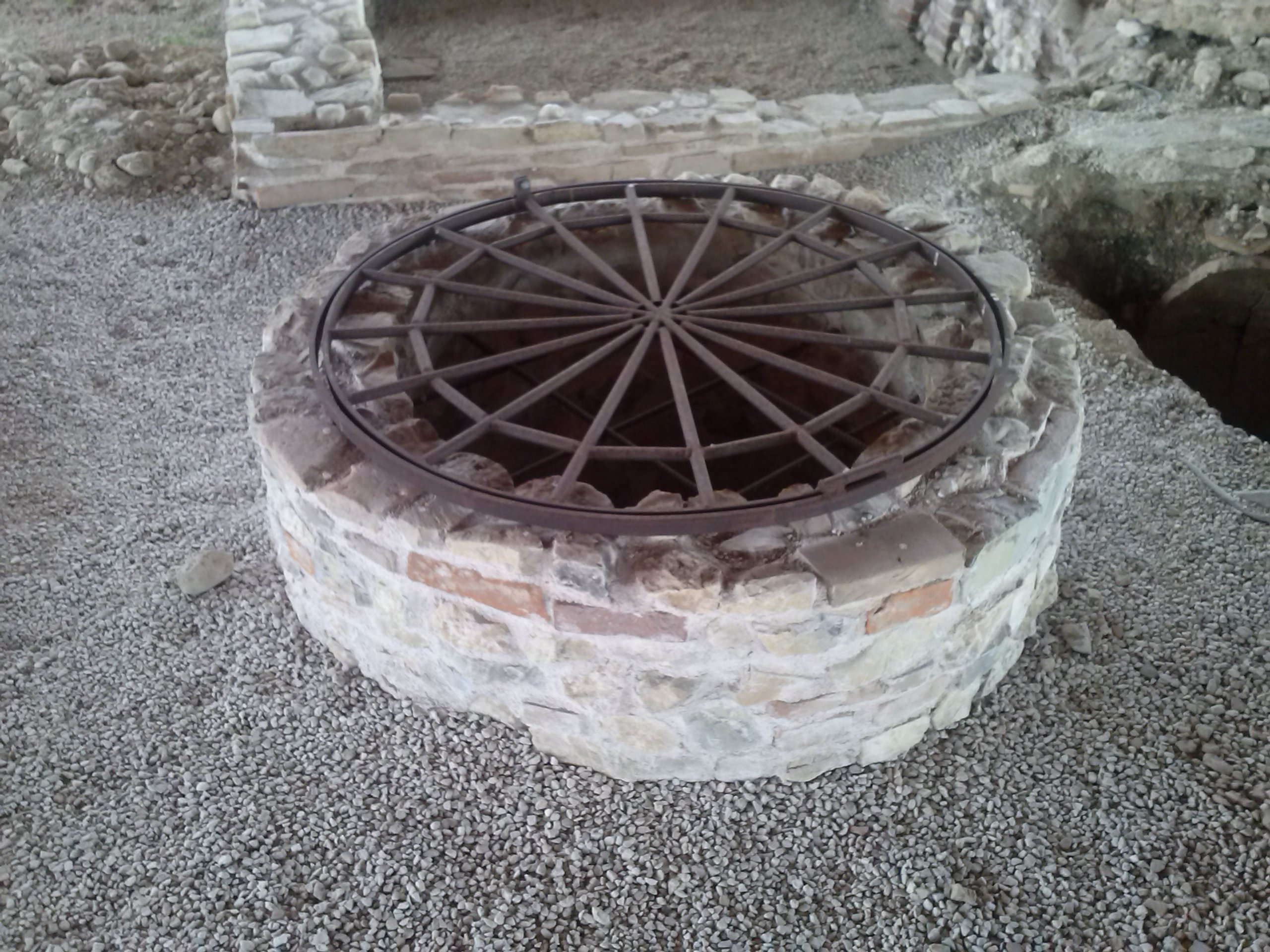
Il pozzo all'interno della villa

La villa romana di Avezzano venne edificata nel II secolo a.C. in un podere di circa 3.000 metri quadri appartenente all'ager publicus di Alba Fucens, la colonia romana fondata da Roma tra il 304 e il 303 a.C. nel territorio degli equi al confine con quello dei marsi. La fattoria venne utilizzata dai coloni in primo luogo per le coltivazioni agricole e per altre attività produttive che si resero necessarie per il fabbisogno della popolazione di Alba Fucens. La colonia, divenuta un fiorente e popoloso centro commerciale, risulta collegata al territorio circostante della contemporanea Avezzano tramite un viale lastricato che prosegue in ciottolato lungo i terrazzamenti fino ad uno dei decumani della villa.
Abitata fino all'inizio del VI secolo d.C venne abbandonata con ogni probabilità a seguito di un terremoto che sconvolse l'intera area.
Il sito archeologico è stato aperto al pubblico nel 2008.

## Descrizione
La struttura, protetta da una copertura in legno lamellare, è raggiungibile attraverso uno dei decumani est-ovest che conduce nell'atrium della villa, intorno al quale sono disposti gli altri ambienti destinati al proprietario e alla servitù. Nel settore residenziale alloggia l'impluvium che serviva a raccogliere le acque piovane Il percorso è caratterizzato dalla presenza di cisterne e vasche del settore rustico, in cui venivano rispettivamente raccolti i recipienti dell'olio e del vino e veniva effettuata la spremitura delle olive con il torchio.
Gli scavi stratigrafici e la successiva ricomposizione hanno evidenziato che la struttura è stata ingrandita nel corso dei secoli ed è stata arricchita tra l'altro con i bagni privati con sistema di riscaldamento a suspensurae, le terme e, tra il II ed il III secolo d.C., con un pavimento a mosaico le cui tessere formano alcuni motivi figurati. Quello centrale policromo rappresenta la vittoria alata su una biga trainata da due cavalli in corsa. Tombe risalenti al V-VI secolo d.C. sono tornate alla luce nelle adiacenze del perimetro della villa, restituendo alcuni oggetti utilizzati per l'ornamento dei defunti che insieme ad altri elementi di uso quotidiano come la vera da pozzo in marmo sono esposti all'interno dell'attiguo centro commerciale.